# WMAN
WMAN är en akronym för Wireless Metro Area Network d.v.s. trådlösa stadsnät eller campusnät av viss geografisk utsträckning bestående av ett antal utspridda accesspunkter, till skillnad mot ett WLAN eller en hotspot med en enda accesspunkt.